# 牧之原 (菊川市)
牧之原（まきのはら）は静岡県菊川市の大字。

## 地理
菊川市の東部、牧之原市との境に位置する。東で牧之原市西萩間、西で棚草（飛地）、南で丹野、北で牧之原市東萩間と接する。

### 字一覧
3つの字がある（2018年（平成30年）10月16日現在）。
- 宇津梨（うつなし）
- 布引（ぬのひき）
- 大窪（おおくぼ）

## 歴史

### 沿革
- 1889年（明治22年）4月1日 - 町村制の施行により、城東郡棚草村が周辺の村と合併し、城東郡相草村となる[WEB 7]。旧村名は相草村の大字として残る[WEB 8]。
- 1896年（明治29年）4月1日 - 郡制の施行により所属郡が小笠郡に変更。
- 1940年（昭和15年）11月1日 – 相草村と川野村が合併し、小笠村となる。
- 1951年（昭和26年）3月20日 - 平田村大字下平川との間で境界変更を実施する。
- 1954年（昭和29年）3月31日 – 小笠村が平田村・南山村と新設合併を行い、小笠町が発足する。
- 1957年（昭和32年）10月1日 - 大字棚草の一部が菊川町に編入される。大字名は変わらず棚草となる。
- 2005年（平成17年）1月17日 – 菊川町が小笠町と新設合併を行い、菊川市となる。大字名が旧小笠町の棚草と重複することから「牧之原」に変更される。

## 施設
- 菊川市牧之原農村婦人の家

## 交通

### バス
- 菊川市コミュニティバスコース：（菊川市立総合病院 方面 - ）牧之原農村婦人の家 - 丸尾原神社（ - 布引原北公民館 方面）

### 道路
- 静岡県道242号浜岡菊川線
- 静岡県道244号大東菊川線

## その他

### 学区
小学校・中学校の学区は以下の通りである。
| 番・番地等 | 小学校                               | 中学校                               |
| ---------- | ------------------------------------ | ------------------------------------ |
| 全域       | 牧之原市菊川市学校組合立牧之原小学校 | 牧之原市菊川市学校組合立牧之原中学校 |

### 警察
警察の管轄区域は以下の通りである。
| 番・番地等 | 警察署     | 交番・駐在所 |
| ---------- | ---------- | ------------ |
| 全域       | 菊川警察署 | 菊川駅前交番 |

### WEB
1. ↑  “h02_22.csv”.   総務省 (2022年2月10日). 2025年7月14日閲覧。
2. ↑  “静岡県菊川市 (22224)”.   人文学オープンデータ共同利用センター. 2025年7月14日閲覧。
3. ↑  “静岡県 菊川市 牧之原の郵便番号 - 日本郵便”.   日本郵便. 2025年7月14日閲覧。
4. ↑  “市外局番の一覧”.   総務省 (2022年3月1日). 2025年7月14日閲覧。
5. ↑  “事業所案内及び管轄地域（事務所3件、分室3件）”.   一般社団法人静岡県自動車会議所. 2025年7月14日閲覧。
6. ↑  “菊川市小字一覧 - 静岡県オープンデータ”.   静岡県 (2018年10月16日). 2025年7月14日閲覧。
7. ↑  “historyofcities.pdf”.   静岡県総務部合併推進室・財団法人静岡県市町村振興協会. 2025年7月14日閲覧。
8. ↑  “解説ページ”.   株式会社エア. 2025年7月14日閲覧。
9. ↑  “菊川市／通学区域一覧”.   菊川市 (2024年4月1日). 2025年7月14日閲覧。
10. ↑  “交番駐在所一覧表｜静岡県警察”.   静岡県警察 (2023年6月12日). 2025年7月14日閲覧。